# Gornji Lović
Gornji Lović is een plaats in de gemeente Ozalj in de Kroatische provincie Karlovac. De plaats telt 53 inwoners (2001).